# Anthurium inconspicuum
Anthurium inconspicuum är en kallaväxtart som beskrevs av Nicholas Edward Brown. Anthurium inconspicuum ingår i släktet Anthurium och familjen kallaväxter. Inga underarter finns listade.